# Takao Kobayashi
| 4807 Noboru           | 10 gennaio 1991   |
| 5924 Teruo            | 7 febbraio 1994   |
| 6275 Kiryu            | 14 novembre 1993  |
| 6276 Kurohone         | 1º gennaio 1994   |
| 6346 Syukumeguri      | 6 gennaio 1995    |
| 6414 Mizunuma         | 24 ottobre 1993   |
| 6418 Hanamigahara     | 8 dicembre 1993   |
| 6420 Riheijyaya       | 14 dicembre 1993  |
| 6422 Akagi            | 7 febbraio 1994   |
| 6423 Harunasan        | 13 febbraio 1994  |
| 6462 Myougi           | 9 gennaio 1994    |
| 6531 Subashiri        | 28 dicembre 1994  |
| 6663 Tatebayashi      | 12 febbraio 1993  |
| 6664 Tennyo           | 14 febbraio 1993  |
| 6747 Ozegahara        | 20 ottobre 1995   |
| 6839 Ozenuma          | 18 novembre 1995  |
| 6881 Shifutsu         | 31 ottobre 1994   |
| 6883 Hiuchigatake     | 10 gennaio 1996   |
| 6932 Tanigawadake     | 24 dicembre 1994  |
| 6933 Azumayasan       | 28 dicembre 1994  |
| 6983 Komatsusakyo     | 17 dicembre 1993  |
| 6986 Asamayama        | 24 novembre 1994  |
| 6987 Onioshidashi     | 25 novembre 1994  |
| 6989 Hoshinosato      | 6 dicembre 1994   |
| 6990 Toya             | 9 dicembre 1994   |
| 6991 Chichibu         | 6 gennaio 1995    |
| 6992 Minano-machi     | 27 gennaio 1995   |
| 6995 Minoyama         | 24 gennaio 1996   |
| 7027 Toshihanda       | 11 dicembre 1993  |
| 7134 Ikeuchisatoru    | 24 ottobre 1993   |
| 7140 Osaki            | 4 marzo 1994      |
| 7195 Danboice         | 2 gennaio 1994    |
| 7205 Sadanori         | 21 dicembre 1995  |
| 7257 Yoshiya          | 7 gennaio 1994    |
| 7261 Yokootakeo       | 14 aprile 1994    |
| 7262 Sofue            | 27 gennaio 1995   |
| 7263 Takayamada       | 21 febbraio 1995  |
| 7304 Namiki           | 9 gennaio 1994    |
| 7309 Shinkawakami     | 28 marzo 1995     |
| 7351 Yoshidamichi     | 12 dicembre 1993  |
| 7354 Ishiguro         | 27 gennaio 1995   |
| 7358 Oze              | 27 dicembre 1995  |
| 7366 Agata            | 20 ottobre 1996   |
| 7434 Osaka            | 14 gennaio 1994   |
| 7439 Tetsufuse        | 6 dicembre 1994   |
| 7443 Tsumura          | 26 gennaio 1996   |
| 7486 Hamabe           | 6 dicembre 1994   |
| 7487 Toshitanaka      | 28 dicembre 1994  |
| 7504 Kawakita         | 2 gennaio 1997    |
| 7505 Furusho          | 3 gennaio 1997    |
| 7538 Zenbei           | 15 novembre 1996  |
| 7602 Yidaeam          | 31 dicembre 1994  |
| 7611 Hashitatsu       | 23 gennaio 1996   |
| 7614 Masatomi         | 2 marzo 1996      |
| 7616 Sadako           | 6 novembre 1996   |
| 7618 Gotoyukichi      | 6 gennaio 1997    |
| 7668 Mizunotakao      | 31 gennaio 1995   |
| 7673 Inohara          | 20 ottobre 1995   |
| 7677 Sawa             | 27 dicembre 1995  |
| 7682 Miura            | 12 febbraio 1997  |
| 7710 Ishibashi        | 30 novembre 1994  |
| 7713 Tsutomu          | 17 dicembre 1995  |
| 7717 Tabeisshi        | 7 gennaio 1997    |
| 7797 Morita           | 26 gennaio 1996   |
| 7802 Takiguchi        | 2 dicembre 1996   |
| 7803 Adachi           | 4 marzo 1997      |
| 7844 Horikawa         | 21 dicembre 1995  |
| 7845 Mckim            | 1º gennaio 1996   |
| 7894 Rogers           | 6 dicembre 1994   |
| 7898 Ohkuma           | 15 dicembre 1995  |
| 7899 Joya             | 30 gennaio 1996   |
| 7901 Konnai           | 19 febbraio 1996  |
| 7956 Yaji             | 17 dicembre 1993  |
| 7966 Richardbaum      | 18 febbraio 1996  |
| 8043 Fukuhara         | 6 dicembre 1994   |
| 8044 Tsuchiyama       | 28 dicembre 1994  |
| 8045 Kamiyama         | 6 gennaio 1995    |
| 8046 Ajiki            | 25 gennaio 1995   |
| 8047 Akikinoshita     | 31 gennaio 1995   |
| 8101 Yasue            | 15 dicembre 1993  |
| 8102 Yoshikazu        | 14 gennaio 1994   |
| 8104 Kumamori         | 19 gennaio 1994   |
| 8110 Heath            | 27 febbraio 1995  |
| 8197 Mizunohiroshi    | 15 novembre 1993  |
| 8199 Takagitakeo      | 9 dicembre 1993   |
| 8206 Masayuki         | 27 novembre 1994  |
| 8207 Suminao          | 31 dicembre 1994  |
| 8210 NANTEN           | 5 marzo 1995      |
| 8232 Akiramizuno      | 26 ottobre 1997   |
| 8233 Asada            | 5 novembre 1997   |
| 8300 Iga              | 9 gennaio 1994    |
| 8301 Haseyuji         | 30 gennaio 1995   |
| 8302 Kazukin          | 3 febbraio 1995   |
| 8303 Miyaji           | 9 febbraio 1995   |
| 8304 Ryomichico       | 22 febbraio 1995  |
| 8305 Teika            | 22 febbraio 1995  |
| 8399 Wakamatsu        | 2 gennaio 1994    |
| 8400 Tomizo           | 4 gennaio 1994    |
| 8403 Minorushimizu    | 6 maggio 1994     |
| 8424 Toshitsumita     | 1º febbraio 1997  |
| 8431 Haseda           | 31 dicembre 1997  |
| 8543 Tsunemi          | 15 dicembre 1993  |
| 8544 Sigenori         | 17 dicembre 1993  |
| 8571 Taniguchi        | 20 ottobre 1996   |
| 8574 Makotoirie       | 6 novembre 1996   |
| 8578 Shojikato        | 19 novembre 1996  |
| 8579 Hieizan          | 11 dicembre 1996  |
| 8582 Kazuhisa         | 2 gennaio 1997    |
| 8703 Nakanotadao      | 15 dicembre 1993  |
| 8704 Sadakane         | 17 dicembre 1993  |
| 8706 Takeyama         | 3 febbraio 1994   |
| 8707 Arakihiroshi     | 12 febbraio 1994  |
| 8726 Masamotonasu     | 14 novembre 1996  |
| 8731 Tejima           | 19 novembre 1996  |
| 8733 Ohsugi           | 20 dicembre 1996  |
| 8735 Yoshiosakai      | 2 gennaio 1997    |
| 8736 Shigehisa        | 9 gennaio 1997    |
| 8737 Takehiro         | 11 gennaio 1997   |
| 8739 Morihisa         | 30 gennaio 1997   |
| 8741 Suzukisuzuko     | 25 gennaio 1998   |
| 8883 Miyazakihayao    | 16 gennaio 1994   |
| 8904 Yoshihara        | 15 novembre 1995  |
| 8905 Bankakuko        | 16 novembre 1995  |
| 8906 Yano             | 18 novembre 1995  |
| 8907 Takaji           | 24 novembre 1995  |
| 8909 Ohnishitaka      | 27 novembre 1995  |
| 8911 Kawaguchijun     | 17 dicembre 1995  |
| 8912 Ohshimatake      | 21 dicembre 1995  |
| 8915 Sawaishujiro     | 27 dicembre 1995  |
| 8923 Yamakawa         | 30 novembre 1996  |
| 8926 Abemasanao       | 20 dicembre 1996  |
| 8927 Ryojiro          | 20 dicembre 1996  |
| 8929 Haginoshinji     | 29 dicembre 1996  |
| 8930 Kubota           | 6 gennaio 1997    |
| 8931 Hirokimatsuo     | 6 gennaio 1997    |
| 8932 Nagatomo         | 6 gennaio 1997    |
| 8934 Nishimurajun     | 10 gennaio 1997   |
| 8939 Onodajunjiro     | 29 gennaio 1997   |
| 8940 Yakushimaru      | 29 gennaio 1997   |
| 8941 Junsaito         | 30 gennaio 1997   |
| 8942 Takagi           | 30 gennaio 1997   |
| 8946 Yoshimitsu       | 1º febbraio 1997  |
| 8947 Mizutani         | 14 febbraio 1997  |
| 9073 Yoshinori        | 4 marzo 1994      |
| 9091 Ishidatakaki     | 2 novembre 1995   |
| 9093 Sorada           | 16 novembre 1995  |
| 9094 Butsuen          | 16 novembre 1995  |
| 9096 Tamotsu          | 15 dicembre 1995  |
| 9098 Toshihiko        | 27 gennaio 1996   |
| 9099 Kenjitanabe      | 6 novembre 1996   |
| 9100 Tomohisa         | 2 dicembre 1996   |
| 9103 Komatsubara      | 14 dicembre 1996  |
| 9104 Matsuo           | 20 dicembre 1996  |
| 9105 Matsumura        | 2 gennaio 1997    |
| 9106 Yatagarasu       | 3 gennaio 1997    |
| 9107 Narukospa        | 6 gennaio 1997    |
| 9108 Toruyusa         | 9 gennaio 1997    |
| 9109 Yukomotizuki     | 9 gennaio 1997    |
| 9112 Hatsulars        | 31 gennaio 1997   |
| 9114 Hatakeyama       | 12 febbraio 1997  |
| 9212 Kanamaru         | 20 ottobre 1995   |
| 9217 Kitagawa         | 16 novembre 1995  |
| 9218 Ishiikazuo       | 20 novembre 1995  |
| 9220 Yoshidayama      | 15 dicembre 1995  |
| 9222 Chubey           | 19 dicembre 1995  |
| 9225 Daiki            | 10 gennaio 1996   |
| 9226 Arimahiroshi     | 12 gennaio 1996   |
| 9227 Ashida           | 26 gennaio 1996   |
| 9228 Nakahiroshi      | 11 febbraio 1996  |
| 9231 Shimaken         | 29 gennaio 1997   |
| 9233 Itagijun         | 1º febbraio 1997  |
| 9234 Matsumototaku    | 3 febbraio 1997   |
| 9388 Takeno           | 10 marzo 1994     |
| 9396 Yamaneakisato    | 17 agosto 1994    |
| 9405 Johnratje        | 27 novembre 1994  |
| 9408 Haseakira        | 20 gennaio 1995   |
| 9411 Hitomiyamoto     | 1º febbraio 1995  |
| 9414 Masamimurakami   | 25 ottobre 1995   |
| 9415 Yujiokimura      | 1º novembre 1995  |
| 9416 Miyahara         | 17 novembre 1995  |
| 9417 Jujiishii        | 17 novembre 1995  |
| 9419 Keikochaki       | 12 dicembre 1995  |
| 9422 Kuboniwa         | 13 gennaio 1996   |
| 9424 Hiroshinishiyama | 16 gennaio 1996   |
| 9432 Iba              | 1º febbraio 1997  |
| 9434 Bokusen          | 12 febbraio 1997  |
| 9435 Odafukashi       | 12 febbraio 1997  |
| 9436 Shudo            | 1º marzo 1997     |
| 9437 Hironari         | 4 marzo 1997      |
| 9450 Akikoizumo       | 19 gennaio 1998   |
| 9649 Junfukue         | 2 dicembre 1995   |
| 9650 Okadaira         | 17 dicembre 1995  |
| 9654 Seitennokai      | 13 gennaio 1996   |
| 9655 Yaburanger       | 11 febbraio 1996  |
| 9656 Kurokawahiroki   | 23 febbraio 1996  |
| 9782 Edo              | 25 novembre 1994  |
| 9783 Tensho-kan       | 28 dicembre 1994  |
| 9784 Yotsubashi       | 31 dicembre 1994  |
| 9785 Senjikan         | 31 dicembre 1994  |
| 9786 Gakutensoku      | 19 gennaio 1995   |
| 9788 Yagami           | 11 marzo 1995     |
| 9791 Kamiyakurai      | 21 dicembre 1995  |
| 9792 Nonodakesan      | 23 gennaio 1996   |
| 9800 Shigetoshi       | 4 marzo 1997      |
| 9807 Rhene            | 27 settembre 1997 |
| 9887 Ashikaga         | 2 gennaio 1995    |
| 9891 Stephensmith     | 15 dicembre 1995  |
| 9892 Meigetsuki       | 27 dicembre 1995  |
| 9893 Sagano           | 12 gennaio 1996   |
| 9898 Yoshiro          | 18 febbraio 1996  |
| 9977 Kentakunimoto    | 2 gennaio 1994    |
| 9981 Kudo             | 31 gennaio 1995   |
| 10147 Mizugatsuka     | 13 febbraio 1994  |
| 10154 Tanuki          | 31 ottobre 1994   |
| 10157 Asagiri         | 27 novembre 1994  |
| 10158 Taroubou        | 3 dicembre 1994   |
| 10159 Tokara          | 9 dicembre 1994   |
| 10160 Totoro          | 31 dicembre 1994  |
| 10161 Nakanoshima     | 31 dicembre 1994  |
| 10164 Akusekijima     | 27 gennaio 1995   |
| 10166 Takarajima      | 30 gennaio 1995   |
| 10169 Ogasawara       | 21 febbraio 1995  |
| 10178 Iriki           | 18 febbraio 1996  |
| 10179 Ishigaki        | 18 febbraio 1996  |
| 10226 Seishika        | 8 novembre 1997   |
| 10364 Tainai          | 3 novembre 1994   |
| 10365 Kurokawa        | 27 novembre 1994  |
| 10367 Sayo            | 31 dicembre 1994  |
| 10368 Kozuki          | 7 febbraio 1995   |
| 10399 Nishiharima     | 29 ottobre 1997   |
| 10400 Hakkaisan       | 1º novembre 1997  |
| 10401 Masakoba        | 6 novembre 1997   |
| 10832 Hazamashigetomi | 15 novembre 1993  |
| 10900 Folkner         | 30 novembre 1997  |
| 11092 Iwakisan        | 4 marzo 1994      |
| 11107 Hakkoda         | 25 ottobre 1995   |
| 11108 Hachimantai     | 27 ottobre 1995   |
| 11109 Iwatesan        | 27 ottobre 1995   |
| 11111 Repunit         | 16 novembre 1995  |
| 11129 Hayachine       | 14 novembre 1996  |
| 11133 Kumotori        | 2 dicembre 1996   |
| 11135 Ryokami         | 3 dicembre 1996   |
| 11137 Yarigatake      | 8 dicembre 1996   |
| 11138 Hotakadake      | 14 dicembre 1996  |
| 11140 Yakedake        | 2 gennaio 1997    |
| 11146 Kirigamine      | 23 novembre 1997  |
| 11149 Tateshina       | 5 dicembre 1997   |
| 11151 Oodaigahara     | 24 dicembre 1997  |
| 11152 Oomine          | 25 dicembre 1997  |
| 11154 Kobushi         | 28 dicembre 1997  |
| 11155 Kinpu           | 31 dicembre 1997  |
| 11159 Mizugaki        | 19 gennaio 1998   |
| 11161 Daibosatsu      | 25 gennaio 1998   |
| 11974 Yasuhidefujita  | 24 dicembre 1994  |
| 12028 Annekinney      | 9 gennaio 1997    |
| 12056 Yoshigeru       | 30 dicembre 1997  |
| 12364 Asadagouryu     | 15 dicembre 1993  |
| 12365 Yoshitoki       | 17 dicembre 1993  |
| 12372 Kagesuke        | 6 maggio 1994     |
| 12800 Oobayashiarata  | 27 novembre 1995  |
| 12801 Somekawa        | 2 dicembre 1995   |
| 12802 Hagino          | 15 dicembre 1995  |
| 12823 Pochintesta     | 2 gennaio 1997    |
| (13372) 1998 VU6      | 12 novembre 1998  |
| 14500 Kibo            | 27 novembre 1995  |
| 14501 Tetsuokojima    | 29 novembre 1995  |
| 14504 Tsujimura       | 27 dicembre 1995  |
| 15003 Midori          | 5 dicembre 1997   |
| 15335 Satoyukie       | 23 ottobre 1993   |
| 15469 Ohmura          | 16 gennaio 1999   |
| 15828 Sincheskul      | 23 gennaio 1995   |
| 16700 Seiwa           | 22 febbraio 1995  |
| 16788 Alyssarose      | 3 gennaio 1997    |
| 20070 Koichiyuko      | 8 dicembre 1993   |
| 20073 Yumiko          | 9 gennaio 1994    |
| 20120 Ryugatake       | 24 novembre 1995  |
| 21234 Nakashima       | 16 novembre 1995  |
| 21238 Panarea         | 28 novembre 1995  |
| 21326 Nitta-machi     | 8 gennaio 1997    |
| 21327 Yabuzuka        | 11 gennaio 1997   |
| 21328 Otashi          | 11 gennaio 1997   |
| 21900 Orus            | 9 novembre 1999   |
| 22467 Koharumi        | 30 gennaio 1997   |
| (24505) 2001 BZ       | 17 gennaio 2001   |
| (24506) 2001 BS15     | 21 gennaio 2001   |
| 26169 Ishikawakiyoshi | 21 dicembre 1995  |
| 26500 Toshiohino      | 2 febbraio 2000   |
| 26501 Sachiko         | 2 febbraio 2000   |
| 31402 Negishi         | 7 gennaio 1999    |
| 43859 Naoyayano       | 9 gennaio 1994    |
| 45500 Motegi          | 27 gennaio 2000   |
| 49500 Ishitoshi       | 14 febbraio 1999  |
| 52500 Kanata          | 22 febbraio 1996  |

Takao Kobayashi (小林隆男?, Kobayashi Takao; Ashikaga, 1961) è un astronomo amatoriale giapponese.
Ha insegnato presso il dipartimento dell'Istituto di tecnologia di Tokyo e lavorato all'osservatorio privato di Oizumi.
Il Minor Planet Center gli accredita le scoperte di 2479 asteroidi, effettuate tra il 1991 e il 2002, di cui due in collaborazione con Hiroshi Fujii. Tra le sue scoperte sono degni di nota gli asteroidi Amor 7358 Oze, (23714) 1998 EC3 e (48603) 1995 BC2, circa nove troiani
Ha inoltre scoperto la cometa periodica 440P/Kobayashi, originariamente segnalato come asteroide, e la supernova 2008ip nella galassia NGC 4846.
Gli è stato dedicato l'asteroide 3500 Kobayashi.
Altri due astronomi giapponesi hanno lo stesso cognome: Jurō Kobayashi e Toru Kobayashi, quest'ultimo è co-scopritore della cometa C/1975 N1 Kobayashi-Berger-Milon.